# آمیدوکلرید جیوه
آمیدوکلرید جیوه (به انگلیسی: Mercuric amidochloride) با فرمول شیمیایی ClH۲HgN یک ترکیب شیمیایی با شناسه پاب‌کم ۳۰۳۲۵۵۳ است. که جرم مولی آن ۲۵۲٫۰۶۵ g/mol می‌باشد. 